# Hessischer Städteatlas
Hessischer Städteatlas ist der Serientitel einer Reihe von Städteatlanten historischer und heutiger Städte im Bereich des Bundeslandes Hessen, herausgegeben vom Hessischen Institut für Landesgeschichte (vormals: Hessisches Landesamt für geschichtliche Landeskunde). Sie sind Teil eines internationalen Projekts zur Erforschung der Ursprünge und Entwicklungen des europäischen Städtewesens. Seit Publikation der ersten Bände 2005 sind insgesamt 18 Mappen in bisher 4 Lieferungen erschienen; die Serie wird fortgesetzt.

## Beschreibung
Als Stadt im Sinne des Atlasprojekts gelten alle Siedlungen, die im Landesgeschichtlichen Informationssystem LAGIS als Stadt ausgezeichnet sind. Dazu zählen neben denjenigen, denen bereits im Mittelalter das Stadtrecht verliehen wurde, auch die erst in der Neuzeit zur Stadt erhobenen Orte. Für das heutige Land Hessen ergeben sich damit 213 Atlasorte, wobei fusionierte Städte jeweils separat zählen (z. B. Schwalmstadt als Treysa und Ziegenhain).
Die Mappen haben ein Format von 36 × 51 cm und widmen sich jeweils einer einzelnen Stadt, wobei der inhaltliche Aufbau stets gleich bleibt. Die Gestaltung folgt den 1965 von der Internationalen Kommission für Städtegeschichte vereinbarten Richtlinien.
Zum Kartenkanon gehören folgende Blätter:
- Das Herzstück bildet eine farbige Umzeichnung der Urkatasterkarten mit dem parzellengenauen Grundriss der Stadt des 19. Jahrhunderts im Maßstab 1:2.500.
- Auf dieser Grundlage veranschaulicht eine mehrfarbige Siedlungsentwicklungskarte, ebenfalls in 1:2.500, die historisch-topographischen Veränderungen des Ortes von den ersten fassbaren Spuren bis ins 19. Jahrhundert.
- Eine zweigeteilte Übersichtskarte im Maßstab 1:25.000 zeigt in ihrer oberen Hälfte einen Ausschnitt aus einer frühen topographischen Landesaufnahme. Diesem steht in der unteren Hälfte die bearbeitete aktuelle TK 25 gegenüber. In sechs Farbstufen wird darin die siedlungstopographische Entwicklung vom 19. Jahrhundert bis in die unmittelbare Gegenwart aufgezeigt.
- Die moderne Stadtkarte basiert auf einem aktuellen Auszug aus dem Amtlichen Liegenschaftskatasterinformationssystems ALKIS in identischer Farbgebung mit der Urkatasterkarte im Maßstab 1:5.000.
- Eine mehrfarbige Übersichtskarte des Bundeslandes Hessen in 1:750.000 liefert einen Überblick über alle bisher bearbeiteten Städte sowie die Legende und Quellennachweise zur Urkatasterkarte.
- Den Abschluss bilden ein oder mehrere Sonderblätter mit meist farbigen Reproduktionen historischer Ortsansichten, Altkarten, Plänen und Zeichnungen.

Ein Textheft enthält einen Abriss der Stadtgeschichte von den Anfängen bis in die Gegenwart, ausführliche Kommentare, Erläuterungen zu den verwendeten Quellen, zum Aufbau und dem Inhalt der Karten sowie schwarzweiße Abbildungen. Zusätzlich informiert ein Gebäudeverzeichnis über die für die Stadtgeschichte relevanten Bauten.
Die nach wie vor für den Druck konzipierten Atlanten lassen sich per ISBN über den regulären Buchhandel oder direkt bei der Verlagsdruckerei Ph. C. W. Schmidt in Neustadt an der Aisch beziehen und finden sich ca. zwei Jahre nach Erscheinen auch im Internet auf LAGIS. Alle Karten sind dort in verschiedenen Rasterformaten verfügbar, das Textheft als PDF und die Gebäudeverzeichnisse sind datenbankgestützt recherchierbar.
Während die erste Lieferung noch analog verfertigt und gedruckt wurde, werden die Karten seit 2006 digital erstellt; dies geschah zunächst mit FreeHand, seit 2010 mit Adobe Illustrator und seit 2018 mit QGIS. Eine Veröffentlichung interaktiver Karten und der Geodaten im Vektorformat ist dementsprechend geplant.

## Atlasorte
| Atlasort                  | Lieferung | Nr. | Jahr | ISBN              |
| ------------------------- | --------- | --- | ---- | ----------------- |
| Arolsen                   | I         | 1   | 2005 | 3-87707-650-5     |
| Bad Hersfeld              | I         | 2   | 2007 | 978-3-87707-649-1 |
| Bad Homburg vor der Höhe  | III       | 12  | 2012 | 978-3-87707-856-3 |
| Bad Orb                   | III       | 15  | 2013 | 978-3-87707-900-3 |
| Battenberg (Eder)         | IV        | 16  | 2015 | 978-3-87707-971-3 |
| Butzbach                  | I         | 3   | 2005 | 3-87707-643-2     |
| Dieburg                   | I         | 4   | 2005 | 3-87707-646-7     |
| Frankenberg (Eder)        | II        | 11  | 2008 | 978-3-87707-722-1 |
| Fulda                     | IV        | 18  | 2019 | 978-3-87707-172-4 |
| Grünberg                  | II        | 9   | 2005 | 3-87707-647-5     |
| Hessisch Lichtenau        | II        | 10  | 2006 | 3-87707-673-4     |
| Homberg (Ohm)             | I         | 5   | 2005 | 3-87707-644-0     |
| Hungen                    | IV        | 17  | 2016 | 978-3-87707-987-4 |
| Limburg an der Lahn       | I         | 6   | 2005 | 3-87707-645-9     |
| Michelstadt               | I         | 7   | 2005 | 3-87707-648-3     |
| Rotenburg an der Fulda    | III       | 13  | 2012 | 978-3-87707-836-5 |
| Sachsenberg (Lichtenfels) | III       | 14  | 2012 | 978-3-87707-843-3 |
| Wetter                    | I         | 8   | 2005 | 3-87707-642-4     |

Die hessischen Städte Fritzlar, Gelnhausen und Wetzlar wurden im Deutschen Städteatlas vom Institut für vergleichende Städtegeschichte bearbeitet und herausgegeben.

## Folgeprojekte
Die für die Umzeichnung des Stadtgrundrisses im 19. Jahrhundert benötigten (Ur-)Katasterkarten werden seit 2020 im Projekt Urkataster+ gesammelt. Die georeferenzierten und montierten Scans der Originale sind für bisher 134 Innenstädte online einsehbar.
Aus einzelnen Atlasmappen entstanden diverse Nachfolgeprojekte:
- Homburger Kur- und Badelisten
- Digitales Gebäudebuch Bad Homburg
- Orte der Kur – Gebäude, Institutionen und Stätten zur Kur- und Badekultur in Bad Homburg
- Grün in Fulda – Orte historischen Grüns in der Stadt Fulda
- Ekart Rittmannsperger: Die Grünberger Fachwerkhäuser und ihre Besitzer - eine Dokumentation zur Bau- und Besitzgeschichte einer oberhessischen Stadt (ca. 1670-1945). In: Veröffentlichungen aus dem Museum im Spital Grünberg. Band 4. Grünberg 2017.
- Digitales Gebäudebuch Fulda in Bearbeitung